# جاك بومونت
جاك بومونت (بالإنجليزية: Jack Beaumont)‏ (12 سبتمبر 1994 بإدنبرة في المملكة المتحدة - ) هو لاعب كرة قدم بريطاني في مركز الوسط. لعب مع نادي كاودينبيث لكرة القدم ونادي ليفينغستون لكرة القدم.

## وصلات خارجية
- جاك بومونت على موقع قاعدة بيانات كرة القدم.إي يو (الإنجليزية)
- جاك بومونت على موقع Soccerbase.com (لاعب) (الإنجليزية)
- جاك بومونت على موقع Soccerway.com (الإنجليزية)